# Oméga en exposant
Cette page contient des caractères spéciaux ou non latins. S’ils s’affichent mal (▯, ?, etc.), consultez la page d’aide Unicode.
ω (ou ꞷ), oméga en exposant, oméga supérieur ou lettre modificative oméga, est un symbole utilisé dans certaines transcriptions phonétiques. Il est formé de la lettre grecque oméga ‹ ω ›, ou sa lettre équivalente latine ‹ ꞷ ›, mise en exposant.

## Utilisation
Dans le dictionnaire de same de Lule, Lulelapsk ordbok, de Harald Grundström publié de 1946 à 1954, l’oméga en exposant est utilisé pour représenter le composant de diphtongues ou triphtongues, par exemple ùω et ùωu̯.
La transcription phonétique de l’Atlas linguistique italien utilise l’oméga en exposant, utilisant les lettres en exposant pour indiquer la prononciation atténuée et l’oméga pour noter une voyelle [a] vélarisée. Par exemple dans transcription de la carte 147 mal di testa (« mal de tête ») de la prononciation dialectale à Ceresara (142) ‹ go mal de te̍s̓tω ›.
L’oméga en exposant a été utilisé pour noter la labialisation de la consonne qui le précède, par certains auteurs comme John Stonham ou Ben Braithwaite de la University of Newcastle upon Tyne, dans la transcription phonétique américaniste du nuuchahnulth, ou Brian Compton dans la transcription de langues wakashanes du nord ou de langues tsimshianiques.
Cette labialisation est généralement notée avec un w en exposant ‹ ʷ › dans différentes variantes de l’alphabet phonétique américaniste.

## Représentations informatiques
La lettre modificative oméga n’a pas été caractère dans un codage standardisé. Il peut être composé avec le formattage de l’oméga grec, ω, ou de l’oméga latin ꞷ.

### Same de Lule
- (de + sv) Harald Grundström, Lulelapsk ordbok, vol. 11, 1953 (présentation en ligne, lire en ligne)

### Transcription phonétique américaniste
- (en) Ben Braithwaite, « Syntactic approaches to possessive constructions in Nuuchahnulth », dans Brown & Kalmar, Papers for the International Conference on Salishan and Neighbouring Languages 38, coll. « University of British Columbia Working Papers in Linguistics », 2003 (lire en ligne), p. 7-22
- (en) Brian D. Compton, Upper North Wakashan and Southern Tsimshian ethnobotany : the knowledge and usage of plants and fungi among the Oweekeno, Hanaksiala (Kitlope and Kemano), Haisla (Kitamaat) and Kitasoo Peoples of the central and north coasts of British Columbia, University of British Columbia, 1993 (hdl 2429/1918, présentation en ligne, lire en ligne)
- (en) Brian D. Compton, « “Ghost’s ears” (Exobasidium sp. affin. vaccinii) and fool’s huckleberries (Menziesia ferruginea Smith): A unique report of mycophagy on the central and north coasts of British Columbia », Journal of Ethnobiology, vol. 15, no 1,‎ 1995, p. 89-98 (ethnobiology.org, archive.org)
- (en) John Stonham, Aspects of Tsishaath Nootka phonetics and phonology, Lincom Europa, 1999 (lire en ligne)
- (en) John Stonham, Linguistic theory and complex words : Nuuchahnulth word formation, Palgrave Macmillan, 2004 (lire en ligne)
- (en) John Stonham, A concise dictionary of the Nuuchahnulth language of Vancouver Island, Mellen Press, 2005 (ISBN 978-0-7734-6138-3)
- (en) John Stonham et Winnie S.M. Yiu, « Defining the word in Nuuchahnulth », dans Actes de l’ACL 2002/ 2002 CLA Proceedings, Cahiers Linguistiques d'Ottawa, 2003 (lire en ligne), p. 326-339

### Atlas linguistique italien
- (it) « Segni di trascrizion fonetica », dans Atlante linguistico italiano, 1995 (lire en ligne)